# 초선 (영화)
초선(CHOSEN)은 한국에서 제작된 전후석 감독의 2022년 다큐멘터리 영화이다.
코로나19 범유행의 절정과 그에 따른 경기 침체 속에서 연방하원선거에 도전하는 재미한인들의 이야기를 다루고 있다.